# 象头花
象头花（学名：Arisaema franchetianum）是天南星科天南星属的植物。分布于缅甸以及中国大陆的广西、贵州、云南、四川等地，生长于海拔960米至3,000米的地区，多生长于灌丛、林下以及草坡。

## 别名
- 老母猪半夏（云南昆明、峨山）
- 岩芋、小独角莲、独叶半夏（云南昆明）
- 野芋头（云南昭通）
- 红南星、红半夏、大半夏（云南曲埔、昆明、富源、西畴）
- 南星（四川稻城、会东、平武）
- 半夏（四川越西、广西凌乐）
- 三不跳、野魔芋（广西凌乐）
- 虎掌（四川洪七）
- 狗爪南星（贵州织金）